# 13185 Agasthenes
13185 Agasthenes eller 1996 TH52 är en trojansk asteroid i Jupiters lagrangepunkt L4. Den upptäcktes 5 oktober 1996 av den belgiske astronomen Eric W. Elst vid La Silla-observatoriet. Den är uppkallad efter Agasthenes i den grekiska mytologin.
Asteroiden har en diameter på ungefär 15 kilometer.